# Teo Troy
Teo Troy är en pseudonym för ett författarkollektiv numera kallat Saga Borg.

## Biografi

### Den svarta kristallen
Den svarta kristallen handlar om tvillingarna Kim och Kira, som förts till vår värld från en annan. Egentligen är de prins och prinsessa i landet Talaria. Talaria har blivit drabbat av något som kallas fördärvet. Fördärvet förstör allting. De upptäcker sitt ursprung när deras fosterfar Lars ärver att gammalt hotell av tant Krista eg. Dam Krista. I hotellet hittar tvillingarna en svart kristall som när man placerar den i en urholkning i ett träd som genomsyrar hotellet öppnar portar till Talaria. De går igenom porten och finner en värld helt täckt av slem, där fasansfulla monster lurar.
1. Landet bortom (2001)
2. Fruktansvärdet (2001), ISBN 9789132142789
3. Kristallens kraft (2001)
4. Pantaurernas halvö (2001)
5. I Fördärvets våld (2002), ISBN 9789132143649
6. Eldhäxans gåva (2002), ISBN 9789132143656
7. Spegelsalen (2003)
8. Hedins valv (2003)